# Kamienica Pod Złotą Palmą we Wrocławiu
Kamienica Pod Złotą Palmą, Dolnośląska Biblioteka Publiczna (niem. Zum goldenen Palmbaum) – kamienica na wrocławskim Rynku, na północnej pierzei rynku, zwanej Targiem Łakoci.

## Historia kamienicy i jej architektura

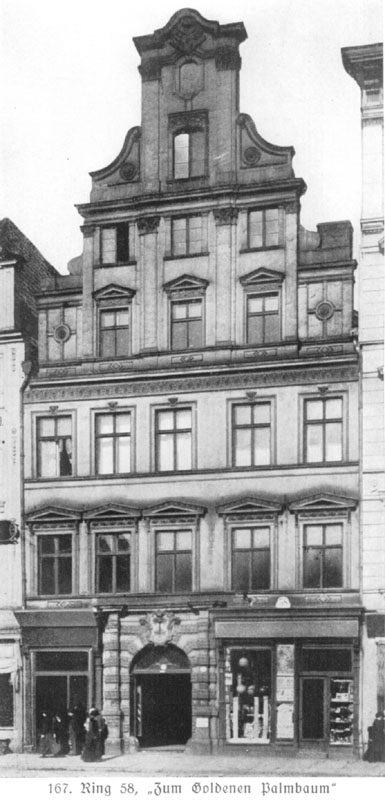
Kamienica w latach 1898–1899

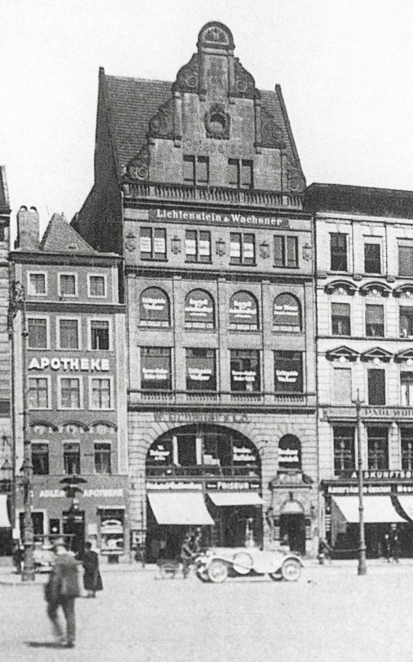
Kamienica po powstaniu domu handlowego Priebatsch's Buchhandlung, lata 1925–1930

W okresie średniowiecznym, pod koniec XIII wieku, budynek posiadał drewniane przedproże, które zlikwidowane w późnym średniowieczu. Pierwsza renowacja kamienicy miała miejsce około 1500 roku. Wówczas prawdopodobnie nadano budynkowi trzykondygnacyjną formę; data tej przebudowy jeszcze w XIX wieku istniała na ówczesnym portalu. W tym samym okresie powstał gotycki szczyt z pięcioosiową kompozycją utworzoną przez sterczyny i ostrołuczne blendy. W 1592 nastąpiła kolejna przebudowa budynku: dodano wówczas manierystyczny portal z godłem domu, a jego wykonawca był prawdopodobnie związany z pracami Hansa Schneidera von Lindau, niemieckiego inżyniera i architekta, twórcy wielu projektów fortyfikacyjnych we Wrocławiu (Bastion Sakwowy, Brama Piaskowa). We wnętrzu wykonano sztukatorskie dekoracje sklepienia sieni opartego na hermowych spornikach. Kolejne przebudowy miały miejsce na początku XVII wieku oraz po 1770 (ok. 1780), kiedy to właścicielem kamienicy był J. Kochler. Fasada, choć zachowano starszy portal, uzyskała wówczas barokowy wygląd z przewagą stylu klasycystycznego, a trzykondygnacyjny szczyt ozdobiono pilastrami wielkiego porządku ustawionymi w dwóch poziomach.
Od 1875 roku w kamienicy znajdowała się księgarnia "Priebatsch’s Buchhandlung". Jej właściciel Leopold Priebatsch, w 1891 roku w kamienicy zainstalował jeden z pierwszych telefonów we Wrocławiu o numerze 960.
Do 2018 roku większość źródeł cytując Rudolfa Steina, m.in. Olgierd Czerner i Wojciech Brzezowski, podaje rok 1905 za datę wzniesienia nowego budynku. W jego miejsce miano wznieść secesyjny dom handlowy Geschäftshaus Cassel & Goldberg z elementami eklektycznymi. Rafał Werszler w swojej najnowszej pracy z 2018 roku pt. "Dzieje rodziny Priebatschów, znanych księgarzy i wydawców" przesuwa datę wzniesienia nowej kamienicy do roku 1907. W archiwach Muzeum Architektury odnaleziono dokumenty związane z tym okresem, m.in. zezwolenie na budowę z 1906 roku, pierwszy niezatwierdzony projekt ze stycznia 1906 autorstwa Maxa Kessela, kolejne projekty już zatwierdzone z lat 1906-1907 wykonane przez firmę Schlesinger & Benedickt. Krystyna Kirschke Maxa Kassela uznała za wykonawcę nowego domu handlowego co w świetle najnowszych źródeł jest niemożliwe. Kassel zmarł w 1906 roku
Nowy dom handlowy wzniesiony w latach 1906-1907 na nowym podpiwniczeniu, miał pięć kondygnacji i trzykondygnacyjny szczyt z renesansową dekoracją. Był zaprojektowany jako obiekt w pełni handlowy. Czteroosiowa fasada ozdobiona została pilastrami oddzielającymi łukowe okna na czwartej kondygnacji i duże, prostokątne i witrynowe na trzeciej. Na wysokości dwóch pierwszych kondygnacji, w szerokości trzech osi okiennych wstawiono jedną dużą łukową witrynę. W osi czwartej po prawej stronie znajdowało się wejście.
W nowym domu handlowym lokale wynajmowały różne firmy handlowe m.in. "Lichtenstein & Wachsner", (producent garderoby męskiej) lub usługowe m.in. "Hoess & Hertrampf (fryzjer). Część parterową zajmowała księgarnia "Priebatsch’s Buchhandlung" a przed wejściem do kamienicy znajdował się podświetlany szyld z postacią czytająca ksiązkę autorstwa mistrza kowalskiego Jaroslava Vonka.
W 1931 roku w kamienicy powierzchnie wynajmowały różne firmy: "Cassel & Goldberg" (producent ubrań damskich), "Falke" (sklep z oświetleniem), "Gluskions" (fabryka garderoby męskiej), "Halbach & Co", "Hertrampf" (fryzjer), "Rosenberg" (garderoba męska), "Schmidt" (kuśnierz), "Strumpf" (fabryka obuwia).
Księgarnia Priebatsch’s Buchhandlung pod zarządami rodziny Priebatschów istniała do 1933, kiedy to w wyniku prześladowań ludności żydowskiej ówczesny jej właściciel Hans Priebatsch wyjechał wraz z rodziną do Jerozolimy. Księgarnia została przejęta przez księgarzy Ericha Thiela i Karla-Hansa Hintermeiera. Szyld i nazwa księgarni Priebatsch’s Buchhandlung istniała do 1943 roku.

### Właściciele i postacie związane z kamienicą
Do 1418 roku kamienica należała do Hansa Sachse a po jego śmierci w tymże roku do jego żony Anny. W jej posiadaniu znajdowała się do 1438. Udziały majątkowe w kamienicy mieli również potomkowie państwa Sachse, którzy swoje udziały odsprzedali matce. Anna zmarła w 1433 roku a kamienice odziedziczyły córki Katarzyna, żona rycerza Niklasa Stewitz starosty namysłowskiego i Anna. Wspólnie sprzedały kamienice w 1437 swojemu wujowi, kupcowi Heinze Tile lub Niklasowi Tyme. Niklas Tyme pochodził z Lubina a we Wrocławiu zamieszkał w 1436 roku. W latach 1439 i 1440 był wybierany do ławy; był właścicielem kilku posesji w tym domu przy Furcie Rybackiej (u wylotu ulicy Więziennej). Zmarł w 1447 a kamienice odziedziczyła na kolejne dwadzieścia lat wdowa po nim, Anna; w 1468 roku kolejni spadkobiercy do kamienicy sprzedali swoje prawa Christinie, starszej córce Niklasa, już wdowie po Hansie Holiko (Holcroe) właściciela Kamienicy przy Rynku 18 od 1452 i Kamienicy Pod Złotą Kotwicą również na wrocławskim Rynku. W latach 1486–1501 właścicielem posesji był Leonhard Gressel.
Przynajmniej od 1875 roku kamienica należała do Leopolda Kny'ego profesora zwyczajnego, botanika, specjalisty w dziedzinie grzybów i roślin zarodnikowych.

### Priebatschowie

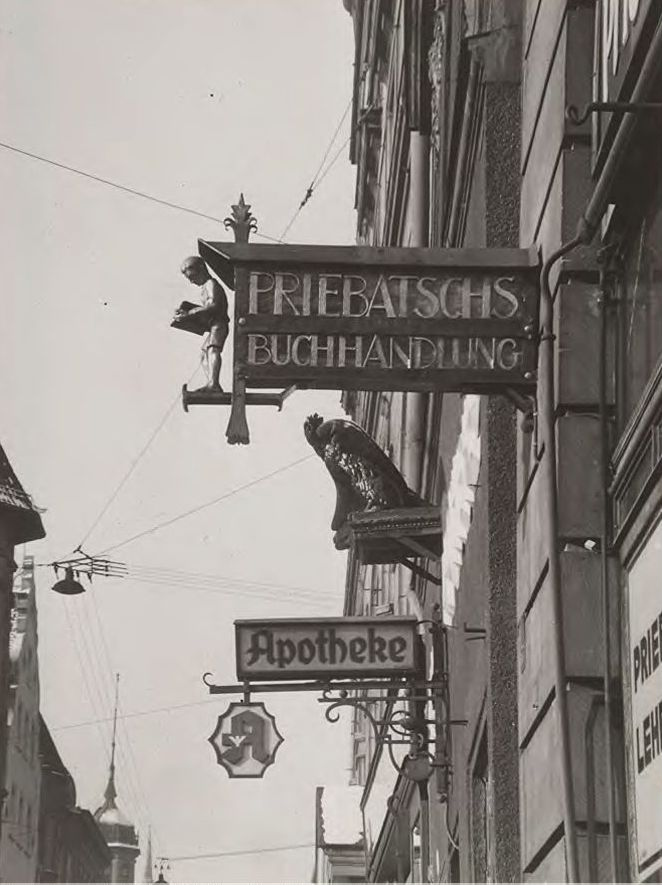
Szyld "Priebatsch’s Buchhandlung" autorstwa mistrza kowalskiego Jaroslava Vonka

Rodzina Priebatsch pochodziła ze Śmigla, gdzie Naumann Priebatsch (1802-1862), nauczyciel i dyrektor szkoły, w 1826 roku założył pierwszą księgarnię z podręcznikami szkolnymi. Jego synowie, Julius i Leopold poszli w ślady ojca i również byli księgarzami i wydawcami. Julius (1830-1905) po ukończeniu szkoły w 1855 roku założył w Ostrowie Wielkopolskim księgarnie o profilu edukacyjnym. Leopold w 1861 roku, w wieku 27 lat, wyjechał do Wrocławia, gdzie 19 maja tego samego roku przy ulicy Ruskiej 63, w kamienicy "Pod Czarnym Kręglem" założył swój pierwszy sklep "Leopold Priebatsch, Papier und Stereoskopenhandlung, Gesellschaftsspiele und Bilderbücher". Handlował wówczas m.in. papierem ozdobnym, grami planszowymi albumami z ilustracjami. W 1863 roku Leopold przeniósł swój sklep do rynku, pod adres Rynek 14. W kolejnych latach rozszerzył swój asortyment o książki i dzieła sztuki. W październiku 1867 roku jego firma zmieniła nazwę na "Priebatsch’s Buchhandlung". Od 1872 roku jego księgarnia sprzedawała również pomoce naukowe i wydawała własne katalogi i publikacje. W 1873 roku księgarnia Priebatsch’s Buchhandlung przeniosła się do większego lokalu pod adresem Rynek 10/11. 1 sierpnia 1873 roku Leopold zarejestrował własne wydawnictwo, w którym publikował (do 1923 roku) tygodnik Schlesische Schulzeitung (Śląskie Zeszyty Szkolne) o kierunku pedagogiczno-naukowym. Księgarnia powiększała swój asortyment. Stała się największą tego typu placówką oferującą pomoce naukowe dla szkół, od zeszytów poczynając po nowoczesne rozkładane ławki kończąc. Jesienią 1875 roku księgarnia przeniosła się do nowego lokalu pod adresem Rynek 58. W 1899 r. Leopold Priebatsch do spółki z bratem Juliusem odkupili od profesora Leopolda Kny kamienicę "Pod Złotą Palmą" wraz z przylegającą do niej kamienicą znajdującą się pod adresem Odrzańska 1 Nowym nabytkiem w imieniu właścicieli administrował w tym okresie Lubiński. Po śmierci Leopolda w 1903 roku, jego spuściznę przejął jego syn Felix Priebatsch (1867–1926), historyk, absolwent Uniwersytetu Wrocławskiego, znawca dziejów i kultury Słowian i Śląska. Kolejnym właścicielem wydawnictwa i księgarni był syn Feliksa Hans Jochanan Priebatsch (1902-1989), który opuścił Wrocław w 1934 roku. W dokumentach właścicielem kamienicy wraz z budynkiem przy Odrzańskiej 1 była Auguste Priebatsch a następnie jej córka Wally Wertheim. Z dokumentu z 1940 roku wynika, że Wally Wertheim wraz z Gertrudą Priebatsch, wdową po Felixie, oraz starszą siostrą Agnes Holzman były właścicielkami kamienicy a 2 stycznia 1940 roku sprzedały ją za kwotę 113500 RM firmie meblowej Karsunky & Co..
W księgach adresowych z lat 1942-1943 właścicielami kamienicy jest firma produkująca siodła Frost & Jàhnel offene Handelsgesellschaft a jej właścicielem byli Alfred Frost i Richard Peter.

## Po 1945 roku
Podczas działań wojennych w 1945 roku kamienica nie uległa dużym zniszczeniom. Budynek bardzo szybko został dostosowany do potrzeb handlowych. Na parterze została otwarta księgarnia i wydawnictwo „Księgarnia Jasielskiego”, w której jej właściciel, lwowianin Roman Jasielski, oferował swoje bogate zbiory przywiezione jeszcze ze Stanisławowa. Po jego śmierci w 1947 jeszcze przez rok księgarnię w tym miejscu prowadziła jego córka Anna Aleksandra Jasielska. W 1948 roku kamienica została zaadaptowana jako Dom Wzorów Izby Przemysłowo-Handlowej. Piętra zostały udostępnione dolnośląskim producentom do eksponowania swoich wyrobów. Na parterze otworzono księgarnię Domu Wzorów. Po wystawie Ziem Odzyskanych w 1948 roku Dom Wzorów zamknięto wraz z Izbą Przemysłowo-Handlową. Pod koniec 1949 roku budynek w całości został przekazany Miejskiej Bibliotece Publicznej we Wrocławiu. W 1955 roku została ona połączona z Wojewódzką Biblioteką Publiczną. W 1960 roku zlikwidowano dużą witrynę, wstawiając w jej miejsce mniejsze symetryczne okna. Obecnie w budynku mieści się Dolnośląska Biblioteka Publiczna im. Tadeusza Mikulskiego. Na parterze znajduje się sala zwana "Pod Plafonem" (obecnie "Galeria Pod Plafonem") z kolumną pośrodku, w której odbywały się wystawy malarstwa i grafiki.